# Carl Men Ky Ching
Carl Men Ky Ching (Guangxi, 16 gennaio 1944) è un dirigente sportivo cinese, nono presidente della FIBA.

## Biografia
Dal 1986 al 2002 presidente della FIBA Asia, è stato eletto a capo della FIBA nel 2002, succedendo al senegalese Abdoulaye Seye Moreau; è rimasto in carica fino al 2006. Dal 1992 è a capo dell'Asian Basketball Association, che si è occupata dell'organizzazione del FIBA Diamond Ball 2000.